# لعنة الوردة الذهبية (فلم)
لعنة الوردة الذهبية يعرف أيضا باسم (عندما تغزو المدرعات الذهبية كامل المدينة)، (بالصينية: 满城尽带黄金甲) هو أحد الأفلام الصينية التاريخية الحائزة على جائزة أوسكار قام بإخراجه زانج ييمو.
بلغت ميزانية الفيلم 45 مليون دولار أمريكي حيث يعد فيلم لعنة الوردة الذهبية الأغلى في تاريخ صناعة الأفلام الصينية في وقته.

## الممثلون
- لي مان
- تشاو ين فات
- غونغ لي

## روابط خارجية
- مقالات تستعمل روابط فنية بلا صلة مع ويكي بيانات